# Championnats d'Europe de vitesse moto
Navigation
Championnats du monde
Les Championnats d'Europe de vitesse moto sont une compétition motocycliste sur circuit organisée entre 1924 et 1948 sous l'égide de la Fédération Internationale des Clubs Motocyclistes (FICM). À l’origine la compétition consiste en une épreuve unique appelée Grand Prix d’Europe, à disputer sur un circuit européen dans le cadre d’un des Grands Prix nationaux. Le titre de champion d'Europe est attribué au vainqueur du Grand Prix d'Europe FICM se déroulant chaque année sur un circuit différent sauf en 1938 et 1939 où il est attribué par addition de points obtenus dans une saison de Grands Prix.
La compétition est interrompue pendant huit ans par la Seconde Guerre mondiale entre 1940 et 1947. Le championnat reprend pour les deux dernières éditions, de 1947 et 1948, en adoptant la formule traditionnelle de la course unique, du fait de difficultés d’organisation et de mise en œuvre causées par la période d'après guerre.
En 1949, la compétition disparaît pour laisser la place au Road Racing Championship of the World.
Les Championnats d'Europe de vitesse moto sont rétablis en 1981 par l'Union Européenne de Motocyclisme (en) (UEM) avec la collaboration de la FIM.

## Palmarès

### De 1924 à 1948
| Saison | Circuit              | 125                | 175                             | 250                                  | 350                       | 500                          | 750                | 1000                             |
| ------ | -------------------- | ------------------ | ------------------------------- | ------------------------------------ | ------------------------- | ---------------------------- | ------------------ | -------------------------------- |
| 1924   | Monza                | -                  | -                               | Maurice van Geert Rush / Blackburne  | Jimmie Simpson AJS        | Guido Mentasti Moto Guzzi    | -                  | -                                |
| 1925   | Monza                | -                  | Mario Vaga Maffeis / Blackburne | Jock Porter New Gerrard / Blackburne | Tazio Nuvolari Bianchi    | Mario Revelli GR / JAP       | -                  | -                                |
| 1926   | Spa-Francorchamps    | -                  | René Milhoux Ready / Blackburne | Jock Porter New Gerrard              | Frank Longman AJS         | Jimmie Simpson AJS           | -                  | -                                |
| 1927   | Nürburgring          | -                  | Willy Henkelmann DKW            | Cecil T. Ashby OK Supreme JAP        | Jimmie Simpson AJS        | Graham W. Walker Sunbeam     | Josef Steltzer BMW | Josef Giggenbach Bayerland / JAP |
| 1928   | Meyrin               | Paul Lehmann Moser | Alfredo Panella Ladetto&Blatto  | Cecil T. Ashby OK Supreme JAP        | Wal Handley Motosacoche   | Wal Handley AJS              | -                  | -                                |
| 1929   | L'Ametlla del Vallès | -                  | Josef Klein DKW                 | Frank A. Longman OK Supreme JAP      | Leo Davenport AJS         | Tim Hunt Norton              | -                  | -                                |
| 1930   | Spa-Francorchamps    | -                  | Yvan Goor DKW                   | Syd A. Crabtree Excelsior JAP        | Ernie Nott Rudge          | Henry G.Tyrell-Smith Rudge   | -                  | -                                |
| 1931   | Linas-Montlhéry      | -                  | Eric Fernihough Excelsior JAP   | Graham E. Walker Rudge               | Ernie Nott Rudge          | Tim Hunt Norton              | -                  | -                                |
| 1932   | Rome                 | -                  | Carlo Baschieri Benelli         | Riccardo Brusi Moto Guzzi            | Louis Jeannin Jonghi      | Piero Taruffi Norton         | -                  | -                                |
| 1933   | Saxtorp              | -                  | -                               | Charlie Dodson New Imperial          | Jimmie H. Simpson Norton  | Gunnar Kalén Husqvarna       | -                  | -                                |
| 1934   | Assen                | -                  | Yvan Goor Benelli               | Walfried Winkler DKW                 | Jimmie H. Simpson Norton  | Pol Demeuter FN              | -                  | -                                |
| 1935   | Clady                | -                  | -                               | Arthur Geiss DKW                     | Wal Handley Velocette     | Jimmy Guthrie Norton         | -                  | -                                |
| 1936   | Sachsenring          | -                  | -                               | Henry G.Tyrell-Smith Excelsior       | Freddie Frith Norton      | Jimmy Guthrie Norton         | -                  | -                                |
| 1937   | Bremgarten           | -                  | -                               | Omobono Tenni Moto Guzzi             | Jimmy Guthrie Norton      | Jimmy Guthrie Norton         | -                  | -                                |
| 1938   | Multiple             | -                  | -                               | Ewald Kluge DKW                      | Ted Mellors Velocette     | Georg Meier BMW              | -                  | -                                |
| 1939   | Multiple             | -                  | -                               | Ewald Kluge DKW                      | Heiner Fleischmann DKW    | Dorino Serafini Gilera       | -                  | -                                |
|        |                      |                    |                                 |                                      |                           |                              |                    |                                  |
| 1947   | Bremgarten           | -                  | -                               | Bruno Francisci Moto Guzzi           | Fergus Anderson Velocette | Omobono Tenni Moto Guzzi     | -                  | -                                |
| 1948   | Clady                | -                  | -                               | Maurice Cann Moto Guzzi              | Freddie Frith Velocette   | Enrico Lorenzetti Moto Guzzi | -                  | -                                |

### Records (1924–1939)

#### Titres pilotes
| Pilote             | Titres                       |
| ------------------ | ---------------------------- |
| Jimmie Simpson     | 5 (1 x 500 cm3, 4 x 350 cm3) |
| Jimmie Guthrie     | 4 (3 x 500 cm3, 1 x 350 cm3) |
| Wal Handley        | 3 (1 x 500 cm3, 2 x 350 cm3) |
| Percy Hunt         | 2 (2 x 500 cm3)              |
| Henry Tyrell-Smith | 2 (1 x 500 cm3, 1 x 250 cm3) |
| Graham Walker      | 2 (1 x 500 cm3, 1 x 250 cm3) |
| Ernie Nott         | 2 (2 x 350 cm3)              |
| Frank Longman      | 2 (1 x 350 cm3, 1 x 250 cm3) |
| Cecil Ashby        | 2 (2 x 250 cm3)              |
| Ewald Kluge        | 2 (2 x 250 cm3)              |
| Jock Porter        | 2 (2 x 250 cm3)              |
| Yvan Goor          | 2 (2 x 175 cm3)              |

#### Titres par pays
| Pays        | 1000 cm3 | 750 cm3 | 500 cm3 | 350 cm3 | 250 cm3 | 175 cm3 | 125 cm3 | Total |
| ----------- | -------- | ------- | ------- | ------- | ------- | ------- | ------- | ----- |
| Royaume-Uni |          |         | 8       | 15      | 9       | 1       |         | 33    |
| Italie      |          |         | 6       | 1       | 3       | 3       |         | 13    |
| Allemagne   | 1        | 1       | 1       | 1       | 4       | 2       |         | 10    |
| Belgique    |          |         | 1       |         | 1       | 3       |         | 5     |
| Irlande     |          |         | 1       |         | 1       |         |         | 2     |
| Suède       |          |         | 1       |         |         |         |         | 1     |
| France      |          |         |         | 1       |         |         |         |       |
| Suisse      |          |         |         |         |         |         |         | 1     |